# دوران پیشاکلمبی
دوران پیشا-کُلُمبی Pre-Columbian era به برهه‌ای از تاریخ قاره آمریکا گفته می‌شود که هنوز مردم اروپایی به این قاره وارد نشده بودند. عبارت پیشاکلمبی به دوران پیش از کشف قاره آمریکا توسط کریستف کلمب اشاره دارد. این دوران گاهی فقط برای عصر زندگی سرخپوستان آمریکا، پیش از ورود اشغال‌گران اروپایی مطرح می‌شود. دوران پیشاکلمبی در مباحث تاریخی به دوران تمدنهای بسیار کهن قاره آمریکا مثل اولمک، آزتک‌ها، مایاها و امپراتوری اینکا نیز اشاره دارد.

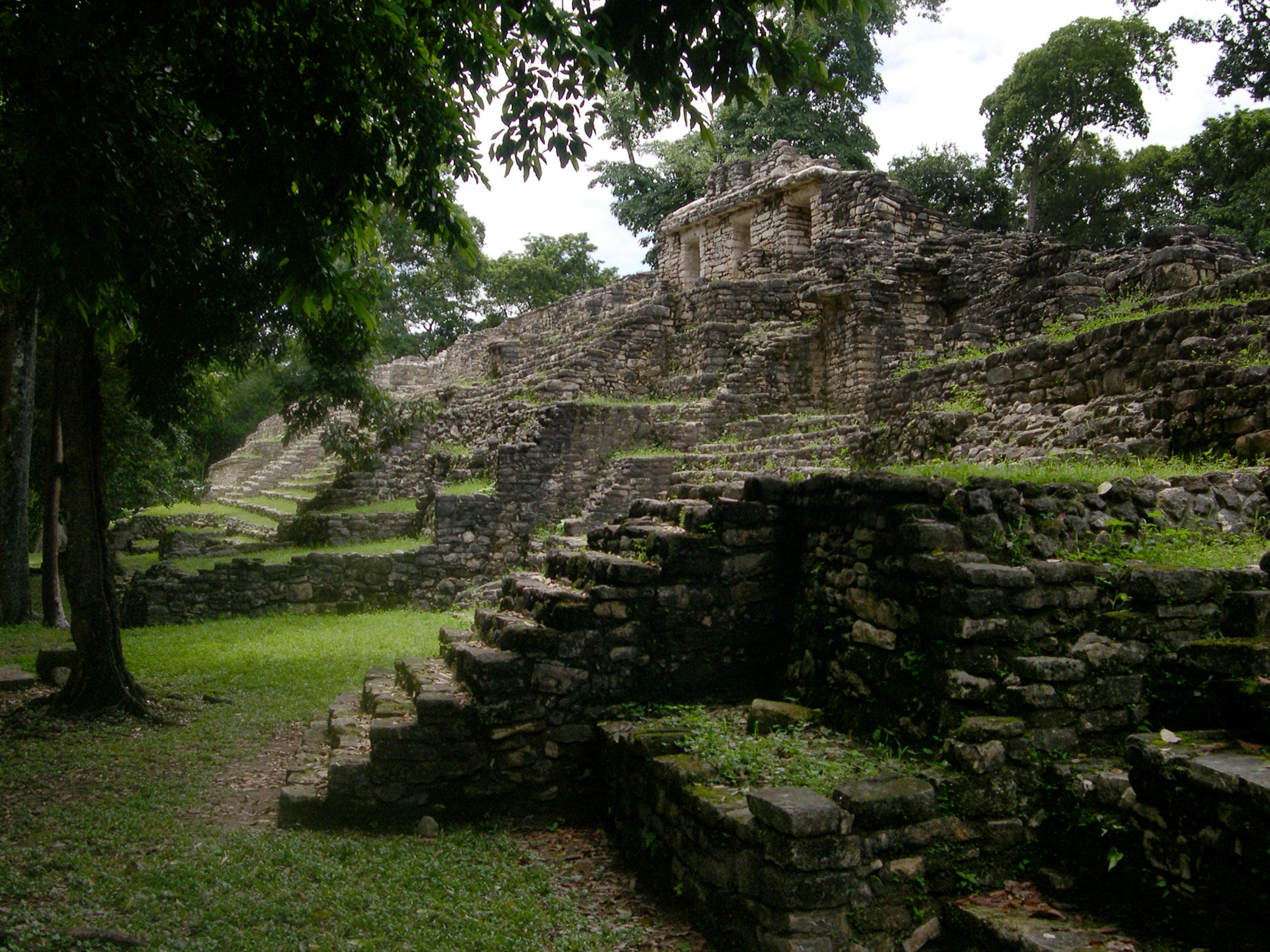
هرمی در شهر باستانی یاکسچیلان
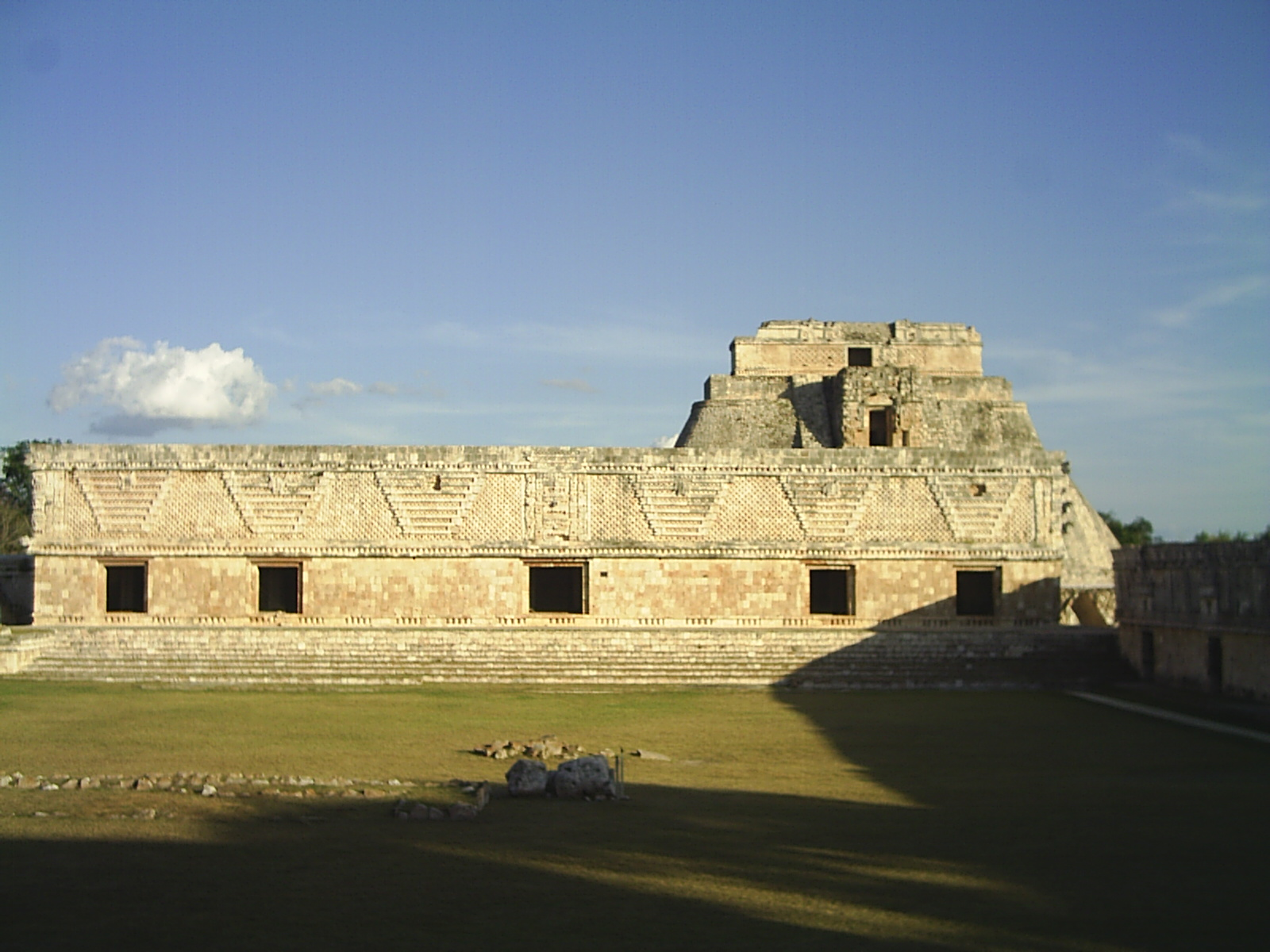
معماری تمدن مایا در شهر باستانی اوکسمال
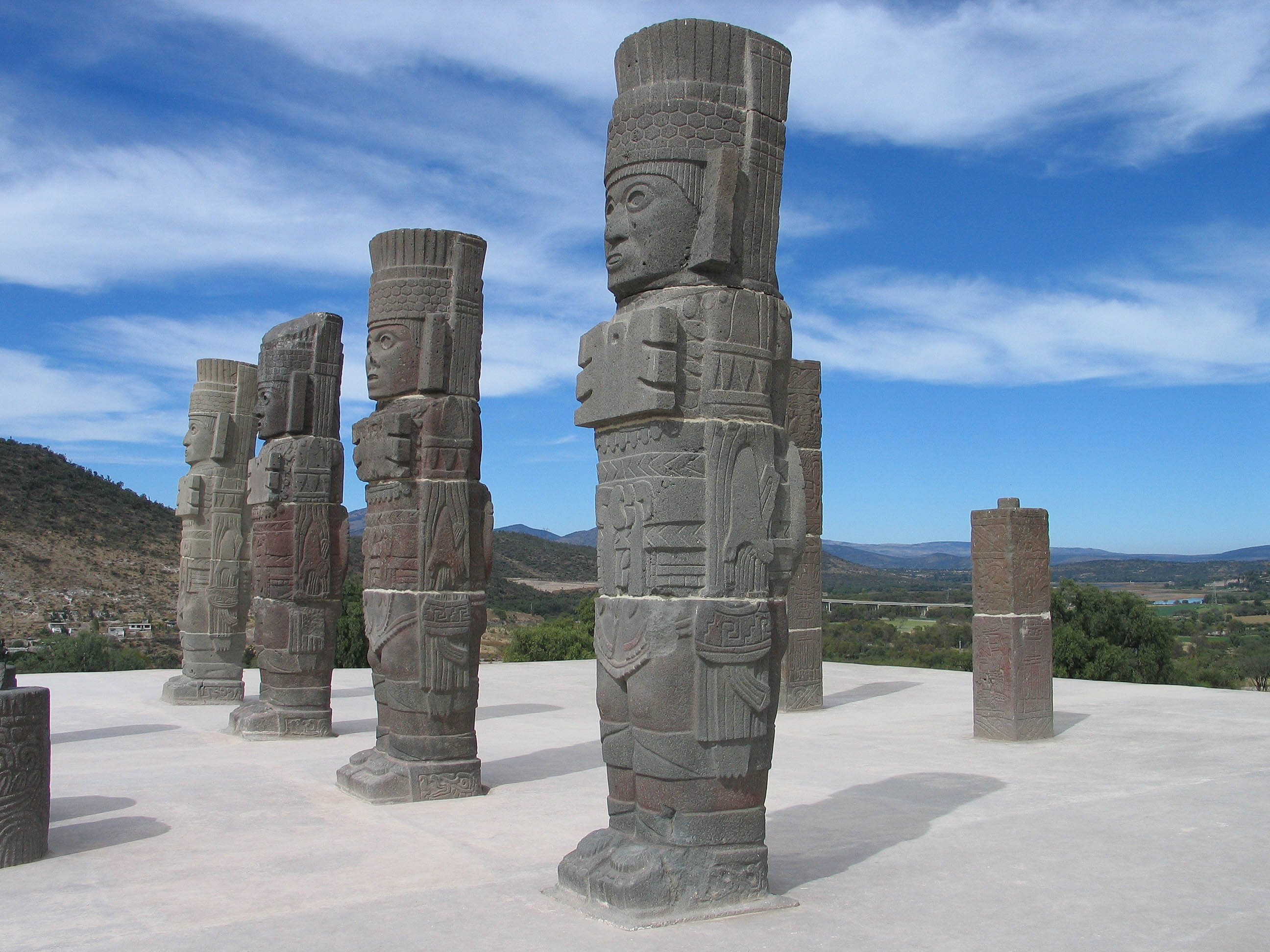
مجسمه‌هایی در شهر باستانی تولا واقع در ایالت هیدالگو مکزیک
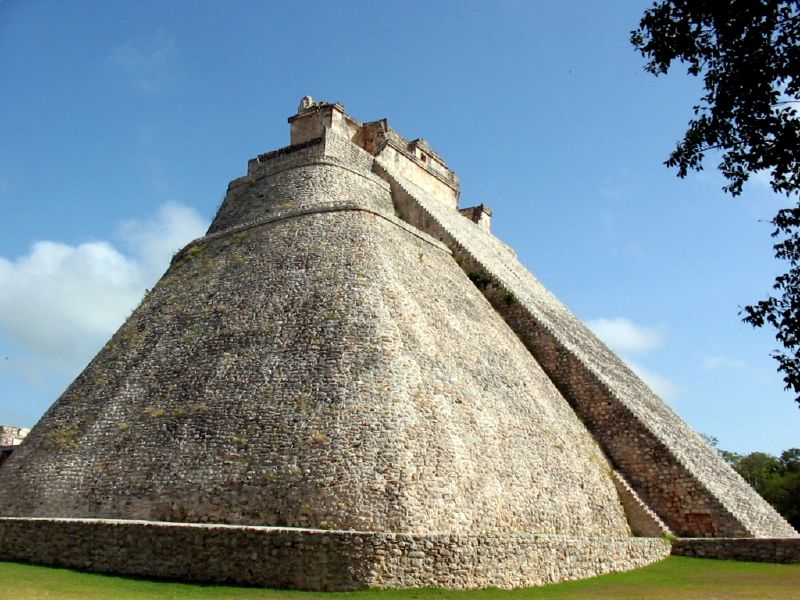
هرمی در شهر باستانی اوکسمال
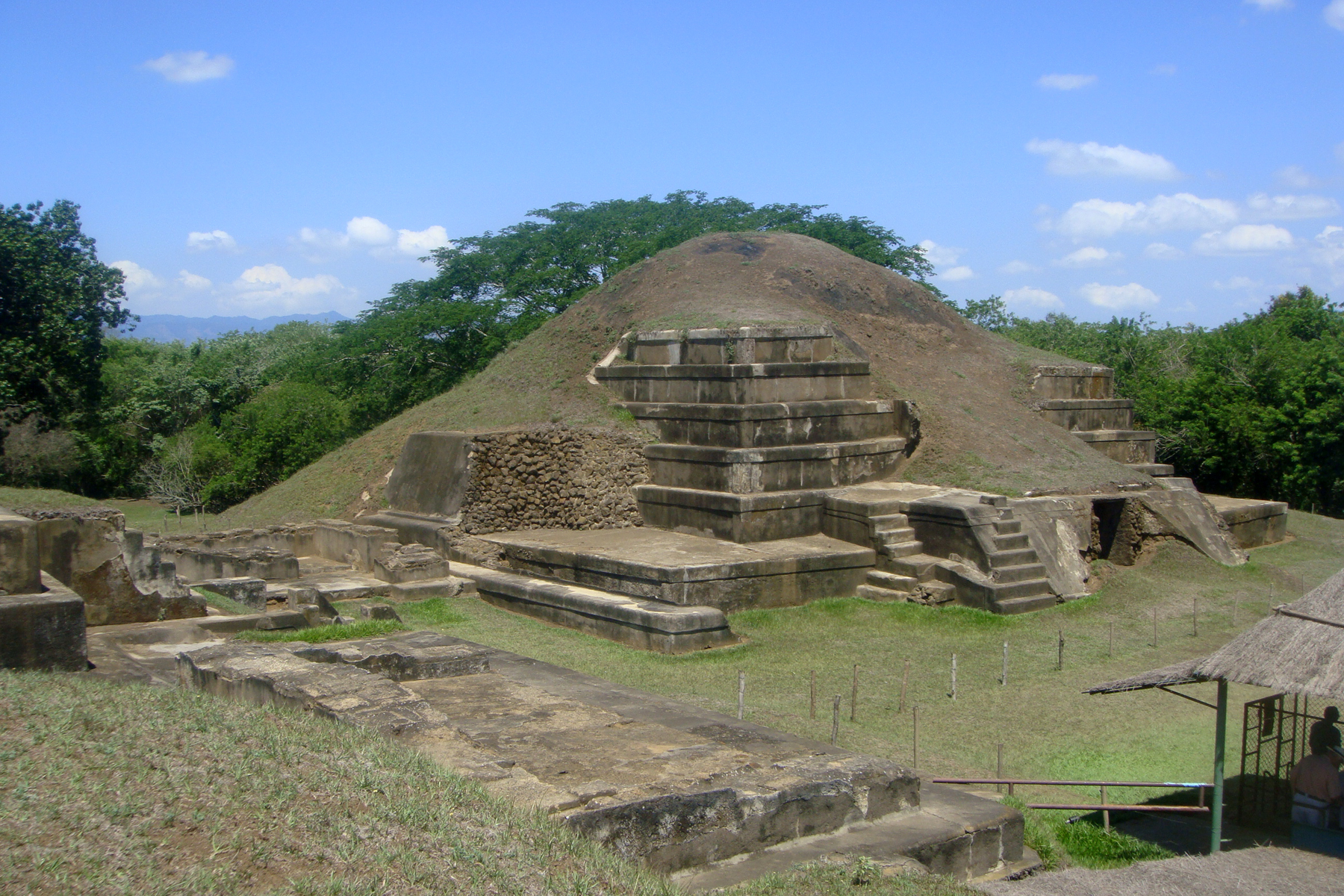
هرمی در شهر سن آندرس، السالوادور
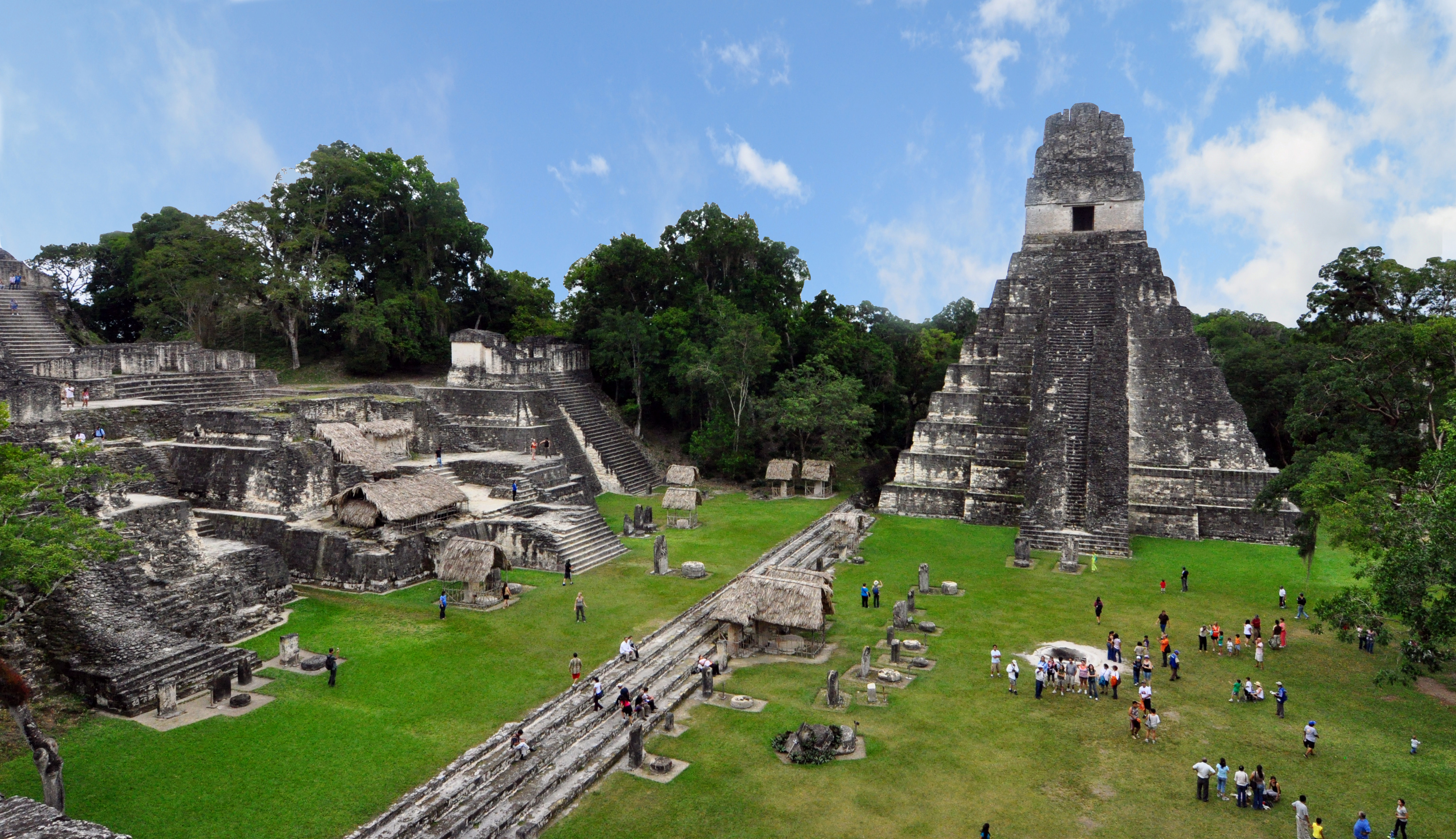
"تیکال"، یکی از بزرگترین سایت‌های باستانی و شهری پیشاکلمبی در شمال گواتمالا است.
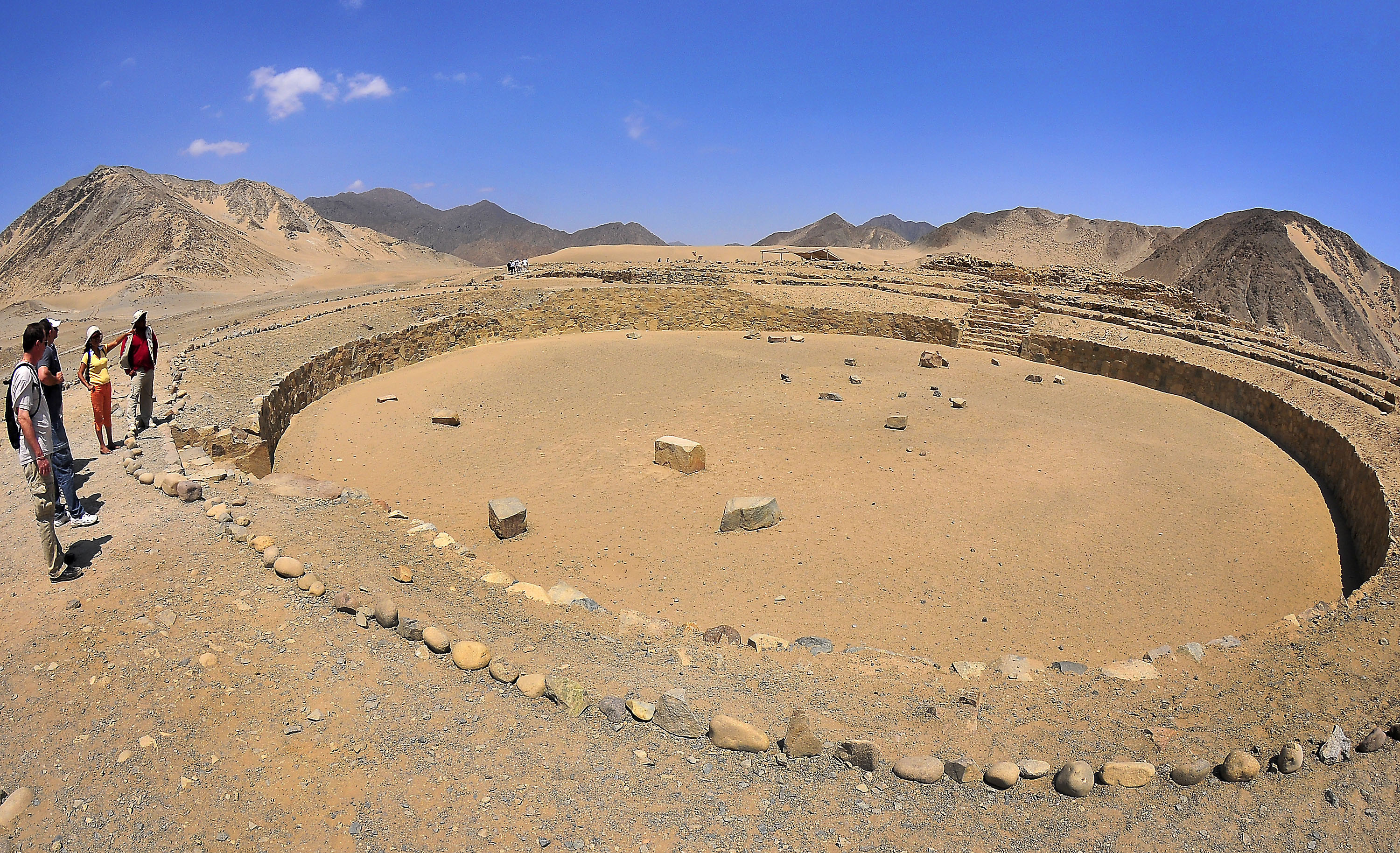
شهر باستانی کارل
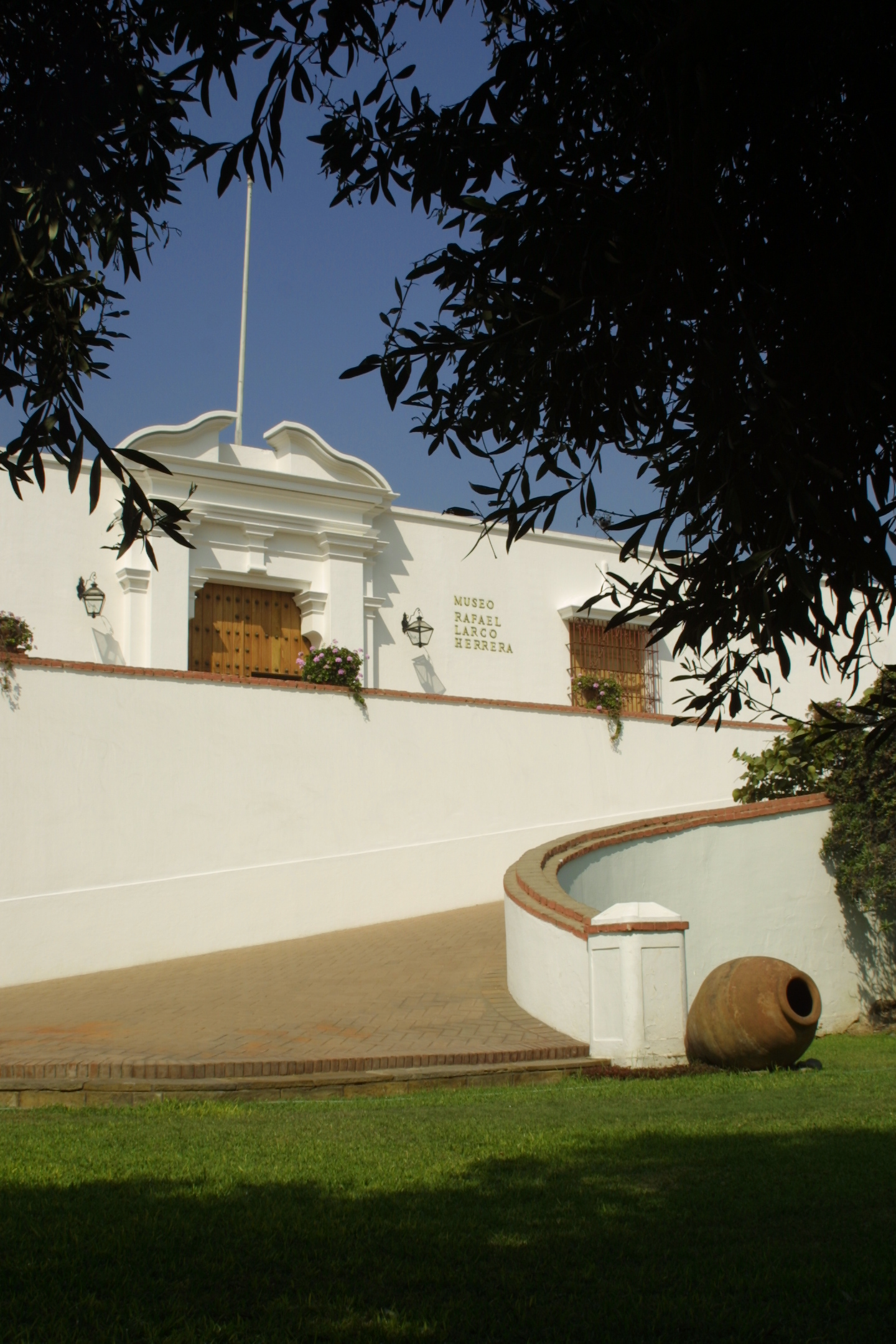
موزه لارکو در لیما، پایتخت پرو،  بزرگترین مجموعه خصوصی هنر پیش از کلمبیا را در خود جای داده‌است.